# Антал Веконь
Антал Веконь (угор. Vékony Antal; 20 червня 1848, Вилок — 15 березня 1903, Сигіт) — угорський письменник і поет.

## Діяльність
Навчався в марамороському коледжі до 1866 року, після чого вивчав теологію в Пешті. Здобув диплом вчителя-педагога в 1870 році. До своєї смерті був учителем середньої школи у Сигіті.

## Твори[2]
- 1876. Emlékvers Teleki Domokos sírjánál
- 1877. Csatáry József emlékezete
- 1886. A dongó
- 1892. Sziget ostroma